# Scotopelia peli
La civetta pescatrice di Pel (Scotopelia peli Bonaparte, 1850) è un uccello della famiglia degli Strigidi, diffuso in Africa.

## Descrizione
Questa grande civetta è lunga 55-65 centimetri e pesa dai due ai due chili e mezzo. Il piumaggio, uguale nei due sessi, è marroncino sfumato con giallo, leggermente più scuro sul dorso, completamente macchiettato e striato di nero che facilita la mimetizzazione tra gli alberi. Le penne timoniere sono molto lunghe; il disco facciale è piuttosto piccolo con grandi occhi neri e becco nero e ricurvo. Gli artigli sono lunghi e curvi, adatti alle prede viscide.

## Distribuzione e habitat
La civetta pescatrice di Pel è diffusa in tutto il continente africano a sud del Sahara, a partire dal Senegal fino all'Etiopia e giù fino al Sudafrica. Le zone con la maggior concentrazione sono gli stati che si affacciano sul Golfo di Guinea (specialmente Repubblica Democratica del Congo e Guinea Equatoriale), e Tanzania e Mozambico.
Vive lungo laghi, paludi, fiumi, stagni e acquitrini dove le sponde sono riccamente alberate, o entro cinquanta metri da queste. Preferisce comunque i fiumi dal corso lento, in cui non deve competere per le prede con altri rapaci.

## Biologia

### Alimentazione
Come la maggior parte degli Strigiformes, anche la civetta pescatrice di Pel diviene attiva dopo il tramonto. Si alza dal suo posatoio abituale e vola bassa sugli specchi d'acqua. Individuata la preda, la afferra con i grandi artigli e ritorna all'albero per consumare il pasto. Si nutre di pesci, rane, rospi, talvolta di piccoli coccodrilli e di altri animali acquatici di piccola e media taglia.

### Riproduzione
Il periodo riproduttivo varia a seconda della zona in cui vive: da febbraio ad aprile nell'Okavango e a sud dell'equatore, tranne in alcune zone della Namibia, dell'Angola e della Tanzania dove può nidificare da aprile a giugno; a nord dell'equatore solitamente avviene in primavere o all'inizio dell'estate. Il nido è una cavità degli alberi; la femmina vi depone una o due uova, ma viene allevato un solo piccolo. Il maschio aiuta la femmina nell'allevamento del piccolo che lascia il nido dopo circa quattro o cinque mesi dalla nascita, ma in alcuni casi può rimanere con i genitori anche per otto mesi.

## Conservazione
Anche se non se ne conosce l'esatto numero, le popolazioni della civetta pescatrice di Pel, sebbene sia indicata come specie non in pericolo, negli ultimi anni sono in leggero calo. Questo è dovuto a vari fattori tra cui la deforestazione, l'inquinamento dei fiumi, il degrado dei terreni boscosi in riva ai fiumi e la progettazione di centrali idroelettriche.